# Крохин, Олег Николаевич
Оле́г Никола́евич Кро́хин (14 марта 1932, Москва — 20 декабря 2022) — советский и российский учёный-физик, руководитель отделения квантовой радиофизики Физического института имени П. Н. Лебедева Российской академии наук, академик РАН (2000), профессор, доктор физико-математических наук.

## Биография
Олег Николаевич Крохин родился 14 марта 1932 года в Москве. В 1955 окончил физический факультет МГУ, после чего работал в ядерном центре Минсредмаша СССР в Снежинске.
С 1959 года работал в Физическом институте имени П. Н. Лебедева АН СССР (ФИАН). В 1972 году был назначен заместителем директора ФИАН. С 1994 по 2004 год являлся директором ФИАН. С 2004 года — советник РАН.
7 декабря 1991 года избран член-корреспондентом РАН, а 26 мая 2000 года — действительным членом РАН по Отделению физических наук, секция физики, энергетики, радиоэлектроники (радиофизика и электроника).
Преподаватель НИЯУ МИФИ, заведующий кафедрой полупроводниковой квантовой электроники и биофотоники, организатор Высшей школы физиков им. Н. Г. Басова НИЯУ МИФИ.
Главный редактор журналов «Физическое образование в ВУЗах», «Квантовая электроника», «Journal of Russian Laser Research», электронного периодического издания «ЭЛЛФИ».
Член Бюро Отделения физических наук Российской академии наук и Президиума Троицкого научного центра Российской академии наук.
Скончался 20 декабря 2022 года. Похоронен в Москве на Донском кладбище (участок 1).

## Научная деятельность
Участвовал под руководством Н. Г. Басова в первых исследованиях возможностей распространения принципов работы мазеров на оптический диапазон, что привело к созданию лазеров. Впервые обосновал возможность создания инжекционного лазера, который является основным элементом в реализации оптической связи памяти, оптической обработке информации, эффективной накачке мощных твердотельных лазеров (1961). В ходе работ над созданием полупроводниковых лазеров исследовал явления релаксации вырожденного электронного газа в полупроводниках, изучал оптические характеристики полупроводников при сильном отклонении от равновесных условий. О. Н. Крохиным были сформулированы критерии возникновения инверсии населённости в полупроводниках в случае прямых и непрямых межзонных переходов, изучены процессы генерации оптического излучения и двухфотонного поглощения, впервые исследованы релаксационные свойства линии излучения.
О. Н. Крохин — один из авторов идеи об осуществимости термоядерного синтеза при нагреве мишени лазером, положившей начало новому научно-техническому направлению — лазерному термоядерному синтезу (ЛТС) (1962). Один из инициаторов создания первых мощных лазеров «Кальмар» и «Дельфин» для ЛТС, благодаря которым осуществлено сжатие термоядерных мишеней. Создатель лаборатории технологии лазерных мишеней, сохраняющей лидирующее положение в мире.
Провёл цикл работ по изучению взаимодействия лазерного излучения с веществом. Вскрыл закономерности и разработал лазерные системы для получения изображений быстропротекающих процессов. Один из пионеров использования лазерного излучения в медицине. Один из разработчиков метода остановки желудочного кровотечения с применением эндоскопической техники, широко внедрённого в практику точечного источника мягкого рентгеновского излучения с высокой эффективностью преобразования электрической энергии в излучение для применения в рентгенолитографии.
О. Н. Крохин — автор более 250 научных работ (включая 3 монографии). Руководитель научной школы в области квантовой радиофизики. Среди его учеников — более 30 докторов и кандидатов наук.

## Награды
- Орден Трудового Красного Знамени (1971)
- Орден «Знак Почёта» (1976)
- Орден «За заслуги перед Отечеством» IV степени (1999) — за большой вклад в развитие отечественной науки, подготовку высококвалифицированных кадров и в связи с 275-летием Российской академии наук[8]
- Орден «За заслуги перед Отечеством» III степени (2008) — «за выдающийся вклад в развитие отечественной науки и многолетнюю плодотворную деятельность»[9]
- Командор Ордена Заслуг перед Республикой Польша (Польша, 2001)
- Ленинская премия (1964)
- Государственная премия СССР (1982)
- Премия Президента Российской Федерации в области образования (2000)
- Демидовская премия Научного Демидовского фонда (2005)[10]
- Золотая медаль имени Н. Г. Басова (РАН, 2010) — за цикл работ «Физические основы лазерного термоядерного синтеза»[1]
- Почётный гражданин наукограда Троицк (2003)

### Избранные труды
- О. Н. Крохин, В. В. Зауткин, Ю. Н. Кульчин Проблемы физического образования в технических вузах. БОРЬБА С УМО // Физическое образование в вузах. Т. 9, № 1, 2003. — С. 15-22.